# MTN Group
MTN Group (Mobile Technology Networks) är en multinationell mobiloperatör och internetleverantör, baserad i Sydafrika, som verkar i Afrika och Mellanöstern. Företagets huvudkontor finns i Johannesburg, Sydafrika. Sedan den 1 april 2011 är Sifiso Dabengwa, VD och koncernchef. 
2012 innehar företaget GSM-licenser i 21 länder och är internetleverantör i 13 länder. Vid slutet av 2011 hade företaget 164,5 miljoner mobilabonnemangskunder. Utifrån finansiell omsättning var företaget 2011 det fjärde största företaget i Afrika. Företaget är listat som ett aktiebolag på JSE Securities Exchange där det är den mest omsatta aktien. 

## Täckningsområde

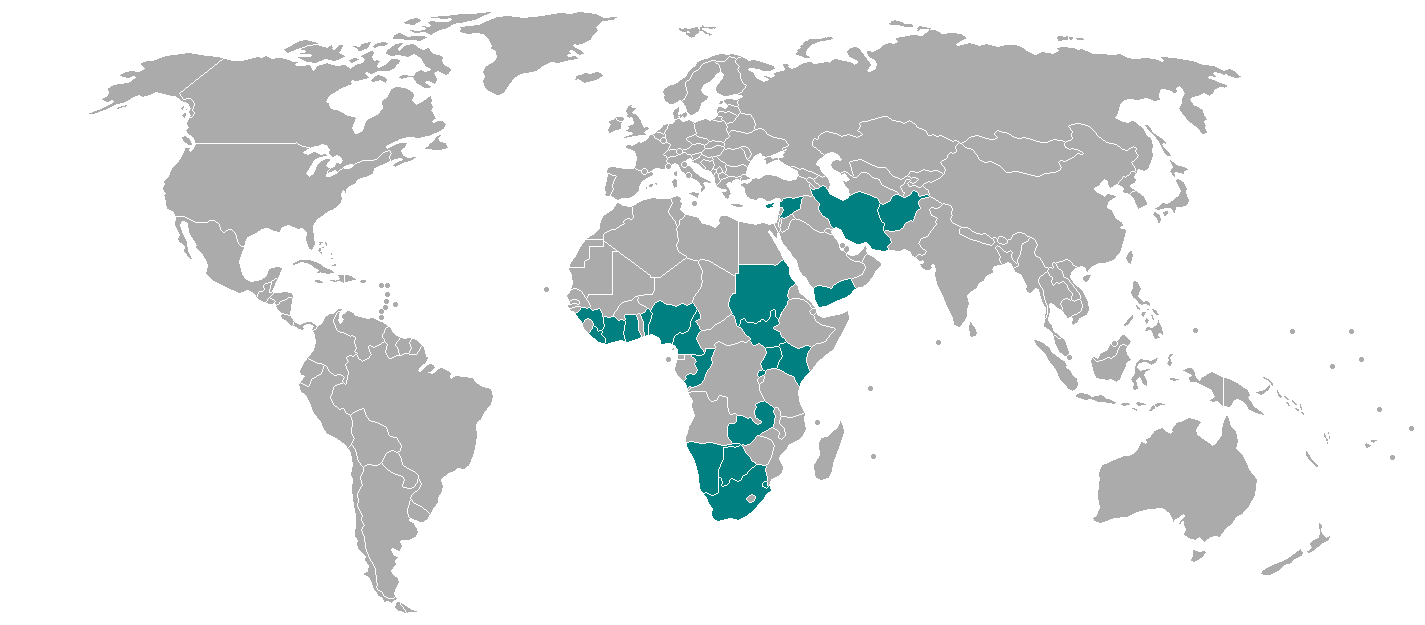
Täckningsområde för MTN Group

Koncernen har delat upp sig i tre geografiska regioner: Södra och östra Afrika, Väst- och central Afrika samt Nordafrika och Mellanöstern. I tabellerna nedan är antalet mobilabonnenter per land för 2011 redovisade.

### Södra och östra Afrika
I denna region är MTN mobiloperatör i länderna i tabellen samt internetleverantör i Sydafrika, Uganda, Rwanda, Zambia, Kenya och Botswana. 
| Namn             | Land      | Antal mobilabonnenter (i tusental) |
| ---------------- | --------- | ---------------------------------- |
| MTN South Africa | Sydafrika | 22 033                             |
| MTN Uganda       | Uganda    | 7 629                              |
| MTN Rwanda       | Rwanda    | 2 889                              |
| MTN Zambia       | Zambia    | 2 704                              |
| Mascom           | Botswana  | 1 584                              |
| MTN Swaziland    | Swaziland | 767                                |

### Väst- och Centralafrika
I denna region är MTN internetleverantör i Nigeria, Kamerun, Elfenbenskusten och Ghana. 
| Namn                  | Land             | Antal mobilabonnenter (i tusental) |
| --------------------- | ---------------- | ---------------------------------- |
| MTN Nigeria           | Nigeria          | 41 641                             |
| MTN Ghana             | Ghana            | 10 156                             |
| MTN Côte d’Ivoire     | Elfenbenskusten  | 6 305                              |
| MTN Cameroon          | Kamerun          | 5 800                              |
| MTN Guinea Conakry    | Guinea           | 1 987                              |
| MTN Benin             | Benin            | 2 399                              |
| MTN Congo Brazzaville | Republiken Kongo | 1 672                              |
| MTN Liberia           | Liberia          | 1 006                              |
| MTN Guinea-Bissau     | Guinea-Bissau    | 561                                |

### Nordafrika och Mellanöstern
I denna region är MTN dessutom internetleverantör i Syrien. 
| Namn            | Land        | Antal mobilabonnenter (i tusental) |
| --------------- | ----------- | ---------------------------------- |
| MTN Irancell    | Iran        | 34 681                             |
| MTN Sudan       | Sudan       | 6 013                              |
| MTN Syria       | Syrien      | 5 716                              |
| MTN Afghanistan | Afghanistan | 4 768                              |
| MTN Yemen       | Jemen       | 3 880                              |